# Joachim de la Camp
Otto Joachim de la Camp (* 7. November 1895 in Hamburg; † 1. April 1950 ebenda) war ein deutscher Kaufmann. Er wurde als Nationalsozialist von 1937 bis 1945 Präses der Handelskammer Hamburg.

## Krieg und Bürgerkrieg
Nach dem Besuch der Gelehrtenschule des Johanneums in Hamburg nahm er eine Lehre zum Exportkaufmann in einer Hamburger Exportfirma auf. Der  Erste Weltkrieg unterbrach sein weiteres berufliches Fortkommen. De la Camp meldete sich als Kriegsfreiwilliger beim Jäger-Bataillon 9 in Ratzeburg.
Im Juni 1915 erfolgte die Beförderung zum Leutnant der Reserve. Im August 1915 wechselte er zur Fliegertruppe. Nachdem er eine Zeit als Beobachter geflogen war, erwarb er die Befähigung zum Flugzeugführer. In dieser Funktion flog er Einsätze an mehreren Fronten. Nach Kriegsende gehörte er dem Freikorps Maercker an und flog für diese Gruppe von März 1919 bis Juni 1919 Einsätze.

## Firmengründung, NSDAP-Mitglied und Handelskammer
Danach betätigte sich Camp in Hamburg in verschiedenen Positionen im Handel. Im November 1924 gründete er mit seinem Partner Markwirtz die Firma Markwitz, Delacamp & Co., Holzbrücke 7/9 in Hamburg, zum Zwecke des Imports von Fellen und Häuten. Zum 1. August 1932 trat er der NSDAP bei (Mitgliedsnummer 1.280.459). Im Zuge der Gleichschaltung der öffentlichen Instanzen kam er im Juni 1933 als Mitglied in das Plenum der Hamburger Handelskammer.
Im April 1935 ernannte man ihn zum Vizepräsidenten der Handelskammer. Es folgte am 1. April 1937 die Ernennung zum Präses der Handelskammer durch den Reichswirtschaftsminister. Weiterhin gehörte er dem Beirat der Reichswirtschaftskammer an. 1939 wurde er Wehrwirtschaftsführer. In den Jahren 1941 bis 1945 hatte er zudem einen Sitz im Aufsichtsrat der Kampnagel AG, die von der Rüstungsindustrie vereinnahmt wurde. Als Präses-Nachfolger wurde nach dem Ende der Zeit des Nationalsozialismus im Juni 1945 Camps Kampnagel-Aufsichtsratskollege Max Mörck gewählt.

## Vorschlag gegen jüdische Unternehmer
Anfang 1938 schaltete sich Camp in die Kampagne der NSDAP zur Arisierung von Firmen ein, die jüdische Eigentümer bzw. Teilhaber hatten und sich unter einem „arischen“ Namen tarnen würden. Am 12. Januar 1938 unterbreitete er in einem Schreiben an den Gauwirtschaftsberater Carlo Otte einen Vorschlag, wie man ohne gesetzliche Regelungen gegen „nichtarische“ Firmeninhaber vorgehen könnte. Er habe mit dem Vorsitzenden des Gesamtbörsenvorstandes vereinbart, für diese Eigentümer ein Verfahren zum Entzug der Zulassung zur Börse anzuwenden:

„Auf diese Weise wird es möglich sein, ohne besondere Schwierigkeiten im Rahmen der gegebenen gesetzlichen Möglichkeiten Mißständen zu Leibe zu gehen, gegen die besondere gesetzliche Handhaben nicht gegeben sind.“